# Mongpan
Mongpan är en kommun i Myanmar.   Den ligger i regionen Shanstaten, i den centrala delen av landet, 240 km öster om huvudstaden Naypyidaw. Antalet invånare är 16 563.